# Scolarca

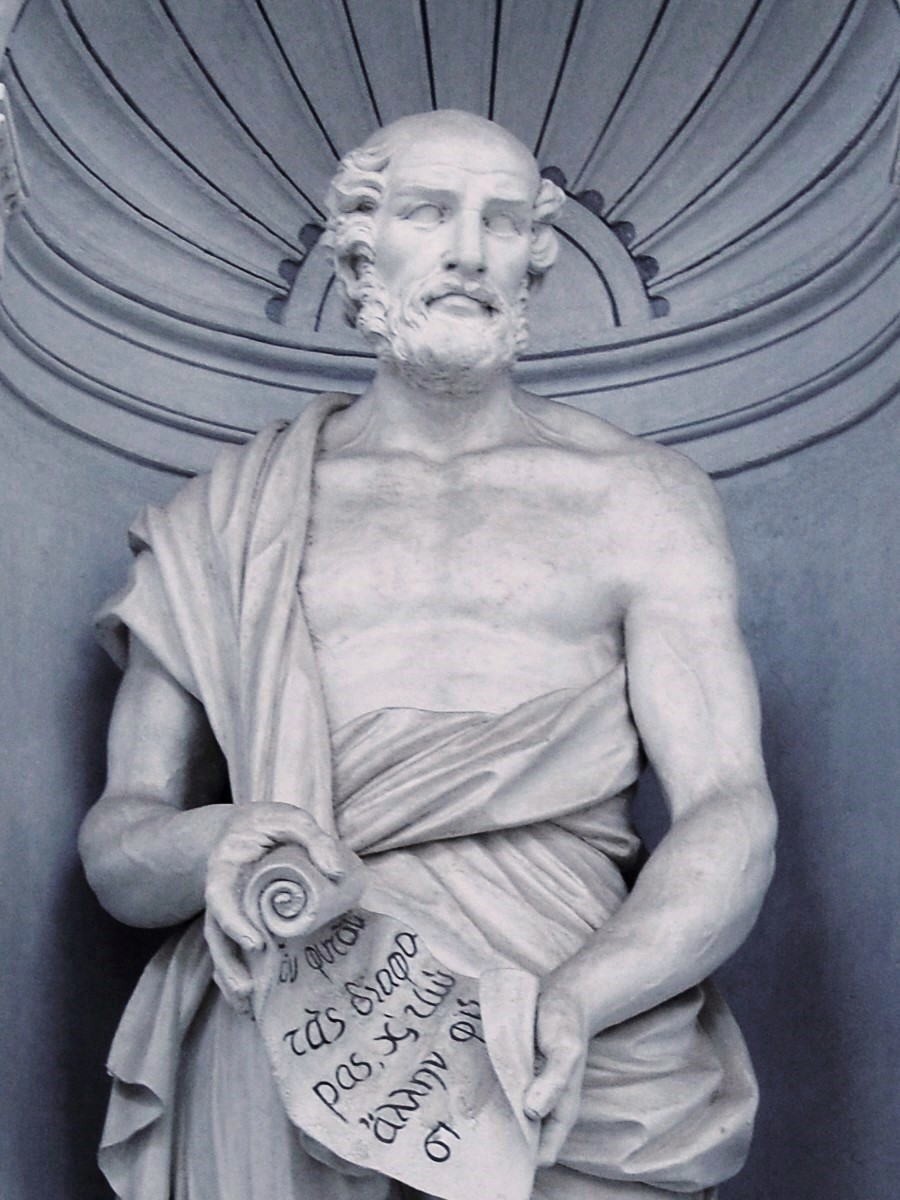
Statua di Teofrasto, scolarca del Liceo, presente all'Orto botanico di Palermo

Lo scolarca (dal greco antico σχολάρχης?, skholárkhēs) era, nell'antica Grecia, il capo di una scuola filosofica.

## Rilevanza del ruolo
Con questo termine venivano indicati sia i fondatori delle dette scuole filosofiche (Platone stesso, per esempio, fu il primo scolarca dell'Accademia da lui fondata) sia coloro che succedevano ai fondatori. 
Lo scolarca si configurava come figura di primo piano all'interno del contesto filosofico cui faceva riferimento in quanto era colui che orientava filosoficamente la scuola, facendo ad essa imboccare una determinata "via" legata alla corrente filosofica che più ispirava lo scolarca. 
Un esempio di quanto fosse rilevante tale figura è rilevabile dall'Accademia platonica, che subì, nel corso del tempo, numerose modificazioni dottrinali ad opera dei propri scolarchi. Infatti, pur non stravolgendo radicalmente la dottrina platonica, Arcesilao inaugurò la declinazione scettica del platonismo, del quale si ritenne valida soltanto la negazione dell'assolutezza del mondo sensibile, mentre venne accantonata la parte relativa al dogmatismo delle idee.

## Scolarchi della scuola cinica
- Antistene (436 a.C. - 366 a.C.), che ne fu il fondatore. Fu maestro del più famoso Diogene di Sinope

## Scolarchi dell'Accademia
- Platone (428/7 a.C. - 348/7 a.C.), che ne fu il fondatore
- Speusippo (ca. 393 a.C. - 330 a.C.), nipote di Platone, succedutogli nel 347 a.C.
- Senocrate (396 a.C. - 314 a.C.), che prese il posto di Speusippo nel 339 dopo aver lasciato in precedenza la scuola per dissapori con lui.
- Polemone di Atene
- Cratete di Atene (morto nel 268/265 a.C.), allievo di Polemone
- Arcesilao (315 a.C. - 240 a.C.), fondatore dell'indirizzo scettico dell'Accademia
- Lacide di Cirene
- Telecle e Evandro
- Egesino da Pergamo (III secolo a.C.)
- Carneade (214 a.C. - 129 a.C.) anch'egli scettico
- Cratete di Tarso
- Clitomaco (II secolo a.C.), forse morto suicida nel 110 a.C.
- Filone di Larissa (159/8 a.C. - 84/3 a.C.), udito anche, giunto a Roma, da Marco Tullio Cicerone. Scettico come i suoi predecessori, iniziò una revisione del pensiero dei passati scolarchi, puntando verso un approccio più sincretico con le altre scuole filosofiche ellenistiche.

## Scolarchi del Liceo
- Aristotele (384/3 a.C. - 322 a.C.), che ne fu il fondatore
- Teofrasto (371 a.C. - 287 a.C.), allievo di Aristotele e scolarca subito dopo la sua morte.
- Stratone di Lampsaco (335 a.C. - 269 a.C.), che successe a Teofrasto nel 288 a.C. circa
- Licone
- Aristone di Ceo
- Critolao (II secolo a.C.)
- Diodoro di Tiro, discepolo di Critolao e suo successore
- Erinneo
- Andronico di Rodi (I secolo a.C.)

## Scolarchi della Stoà
Per ciò che riguarda l'Antica Stoà:
- Zenone di Cizio (333 a.C. - 263 a.C.), fondatore dello stoicismo
- Cleante (330 a.C. - 232 a.C.), allievo di Zenone e secondo scolarca dello stoicismo antico.
- Crisippo (281/277 a.C. - 208/204 a.C.), discepolo e successore di Cleante

Per ciò che riguarda la Media Stoà:
- Panezio (185 a.C. - 109 a.C.), scolarca dal 129 a.C., introdusse una tendenza moderatamente eclettica all'interno dello stoicismo
- Posidonio (135 a.C. - 50 a.C.), allievo di Panezio e suo successore.

## Scolarchi di Cirene
- Aristippo, fondatore
- Arete di Cirene, figlia di Aristippo
- Aristippo il Giovane, figlio di Arete

## Scolarchi del Giardino
- Epicuro (341 a.C. - 271 a.C.), che ne fu il fondatore
- Ermarco di Mitilene, successore di Epicuro
- Polistrato, successore di Ermarco
- Dionisio di Lamptrai
- Basilide
- Tespi
- Apollodoro
- Zenone di Sidone
- Fedro
- Patrone